# Vance Hartke
Vance Hartke (Pike megye, 1919. május 31. – Falls Church, 2003. július 27.) az Amerikai Egyesült Államok szenátora (Indiana, 1959–1977).